# Edméa Falcão
Maria Edméa Saldanha de Arruda Falcão é uma empresária e gestora pública brasileira.

## Vida profissional
De 1983 a 1984, foi diretora-executiva da Funarte, cargo equivalente na época ao de presidente do órgão. Na sua gestão, implementou projetos de regionalização, promovendo ações nas regiões Norte e Centro-Oeste do país. Também criou ações educativas para formação de público. Também buscou democratizar a Fundação, promovendo o diálogo com os funcionários.
Após deixar a Funarte em 1985, sendo sucedida por Ziraldo, abriu no Rio de Janeiro com outros dois sócios o restaurante Academia da Cachaça.